# 卓寶謀
卓寶謀（?—?），福建省福州府閩縣人，清朝政治人物、同進士出身。
光緒二十九年（1903年），参加光緒癸卯科殿試，登進士三甲第12名。同年閏五月，以主事分部学习。光緒三十年（1904年）11月10日，朝廷批准癸卯科進士靳志赴法國遊學，王世澂、卓寶謀赴英國遊學。 